# Robert Johnsen
Robert Jacob Johnsen (Koppenhága, 1896. június 23. – Gentofte, 1975. augusztus 31.) olimpiai bajnok dán tornász.
Az 1920. évi nyári olimpiai játékokon indult tornában és a szabadon választott gyakorlatok csapatversenyben aranyérmes lett.
Klubcsapata a HG volt.